# Куниоло, Джованни
Джова́нни Кунио́ло (итал. Giovanni Cuniolo; 3 января 1884, Тортона, Пьемонт — 25 декабря 1955, Тортона, Пьемонт) — итальянский шоссейный велогонщик, выступавший на профессиональном уровне в период 1903—1913 годов. Победитель одного из этапов «Джиро д’Италия», победитель «Джиро ди Ломбардия», трёхкратный чемпион Италии в зачёте групповой гонки.

## Биография
Джованни Куниоло родился 25 января 1884 года в коммуне Тортона провинции Алессандрия, Италия.
Выступал в шоссейном велоспорте на профессиональном уровне начиная с 1903 года.
В 1905 году в составе итальянской команды Bianchi отметился победой на чемпионате Пьемонта, выиграл гонку «Тортона — Серравалле — Нови — Тортона», был вторым на «Леньяно — Гравеллона — Леньяно» и «Милан — Турин».
В 1906 году одержал победу в групповой гонке на шоссейном чемпионате Италии, выиграл гонки «Милан — Эрба — Лекко — Милан» и «Нови — Милан — Нови», финишировал вторым на «Милан — Понтедечимо» и «Милан — Мантуя», третьим на «Милан — Модена» и «Милан — Домодоссола — Милан».
В 1907 году защитил звание чемпиона Италии, победил на «Милан — Мантуя», показал седьмой результат на «Милан — Сан-Ремо».
Сезон 1908 года провёл в составе французской команды Peugeot-Wolber. В это время в третий раз подряд стал чемпионом Италии, был лучшим на «Милан — Модена», вторым в «Гонке Виктора Эммануила III» и третьим на «Милан — Мантуя». Также в этом сезоне в первый и единственный раз стартовал на «Тур де Франс», но сошёл с дистанции в ходе третьего этапа.
На «Джиро д’Италия» 1909 года в составе команды Bianchi выиграл второй этап, но отказался от дальнейшего участия в гонке на третьем этапе. Помимо этого, победил на «Джиро ди Ломбардия» и «Коппа Бастоджи», стал третьем на «Милан — Сан-Ремо» и в зачёте итальянского национального первенства.
В 1910 году выиграл «Джиро делле Альпи Оробике» и «Коппа Бастоджи», вновь стартовал на «Джиро д’Италия» и так же сошёл на третьем этапе.
В 1911 году помимо прочего занял второе место на «Коппа Бастоджи».
Впоследствии оставался действующим профессиональным велогонщиком вплоть до 1913 года, хотя в последнее время уже не показывал сколько-нибудь значимых результатов.
Умер 25 декабря 1955 года в Тортоне в возрасте 71 года.